# 稲葉正知
稲葉 正知（いなば まさとも）は、下総佐倉藩の第2代藩主、山城淀藩の初代藩主。正成系稲葉家宗家5代。官位は従五位下、従四位下、美濃守、丹後守、長門守。

## 生涯
貞享2年（1685年）、佐倉藩初代藩主稲葉正往の次男として京都で生まれる。幼名は宇右衛門。長兄が早世したために世子となり、宝永4年（1707年）8月21日に佐倉藩主となった。この時、義弟の稲葉正佐（叔父、父の養子になっていた）に3000石を分与している。佐倉藩の藩政では交通路の整備などに尽力した。
享保8年（1723年）5月1日、山城淀藩に移封となる。享保14年（1729年）5月29日、45歳で死去し、跡を三男の正任が継いだ。法号は万祥院。墓所は東京都文京区千駄木の養源寺。

## 系譜
父母
- 稲葉正往（父）

正室、継室
- 小笠原忠雄の娘（正室）
- 今村氏の娘（継室）

子女
- 稲葉正貞（長男）
- 稲葉正任（三男）
- 稲葉正房（四男）
- 有馬孝純正室